# アペデマク

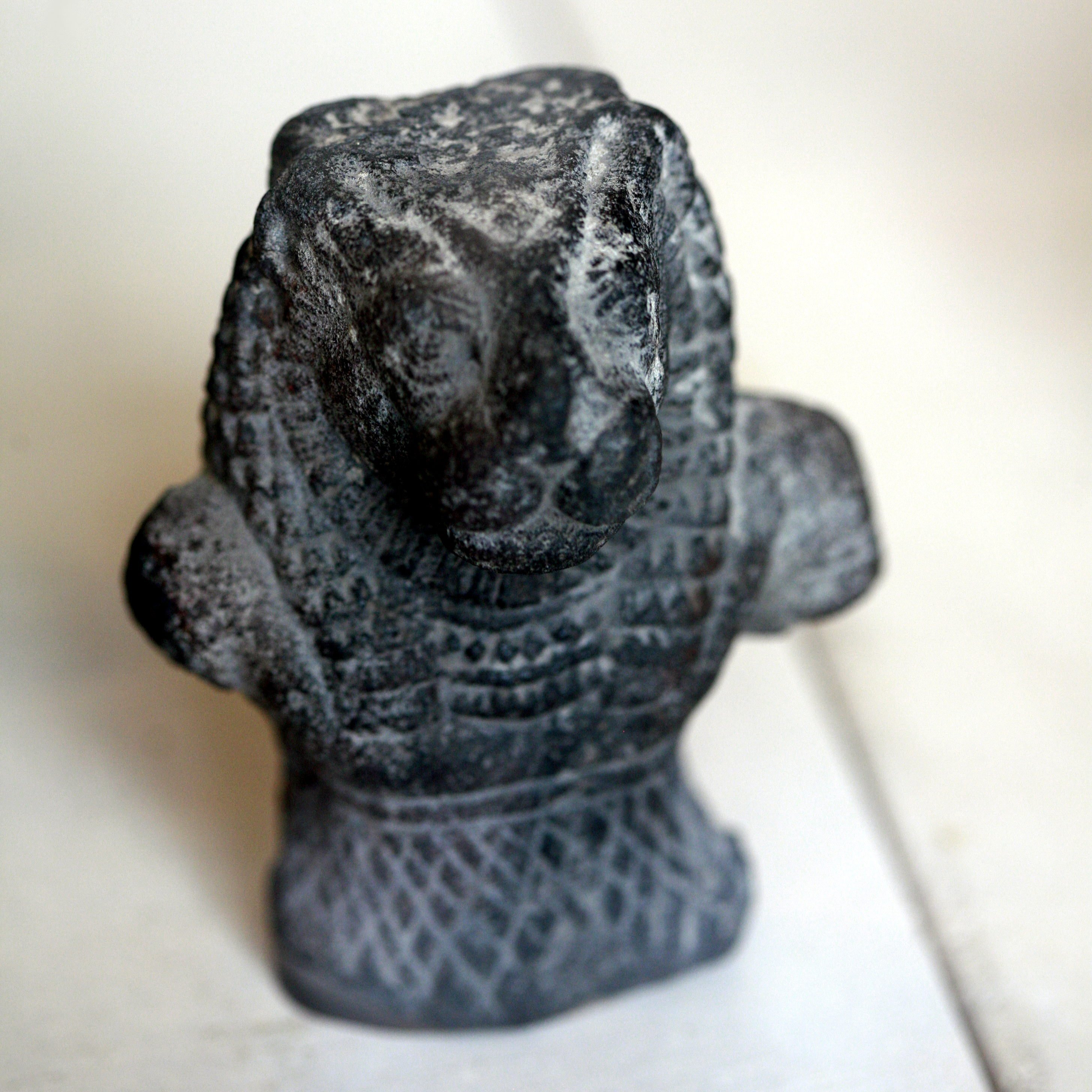
アペデマク。

アペデマク（Apedemak, Apademak）とは、キリスト教伝来以前のヌビア、主にクシュ人が崇拝した神。
雄ライオンの顔を持ち3つの頭と4本の腕を持つ形で表された。
この姿はクシュが交流を持ち、文化的な手本としていたエジプトは勿論、インド洋を越えて交易していたインドからも影響を受けていると言う。
比較的新しい神でエジプト伝来の雄羊の姿の神（おそらくはアモンないしクヌムか）とどちらが至高神かを巡って度々争われた。
また象（アフリカゾウ）とも関係のある神とされた。